# 7-Eleven Speak Out Wireless
7-Eleven Speak Out Wireless（せぶんいれぶん-すぴーくあうと-わいあれす）はアメリカ合衆国とカナダで携帯電話サービスを提供する仮想移動体通信事業者（MVNO)である。

## 概要
7-Elevenのブランド名で、2004年4月にAT&TモビリティGoPhoneの通信網を利用したプリペイド式携帯電話をアメリカ合衆国でサービスが開始され、カナダでは2005年11月からRogers Wirelessの通信網を利用したサービスが開始した。携帯電話や追加カードの購入はセブンイレブンで行え、登録してからの利用期間が長い（アメリカでは50ドルと100ドル、カナダでは全カードで365日間の利用が可能）ことが特徴。